# Cordonata capitolina

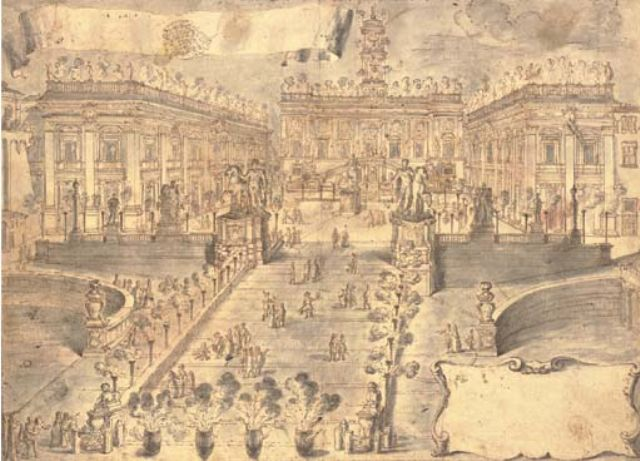
La cordonata en 1730.

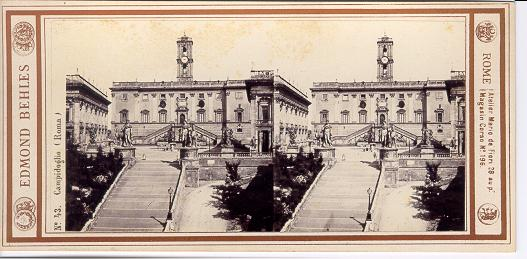
Fin du XIX.

La  cordonata capitolina est une voie de circulation en gradin qui relie la Via del Teatro di Marcello qui mène à la Place du Capitole à Rome, au sommet de la colline du même nom dans le rione Campitelli.

## Signification du mot « Cordonata »
En italien, Cordonata désigne une « rampe », c'est-à-dire une rue en pente, dont l'emmarchement est constitué d'un long pas au faible nez marqué par des cordons  - les cordoni -  en pierre ou en brique, hauts généralement de 8-10 cm et qui donne un aspect semblable à un escalier extérieur.

Autres cordonate romaines :
- Dans le centre historique de Rome, proche du palais du Quirinal, dans le rione Trevi, elle donne son nom à une rue homonyme la (Via della Cordonata).
- Dans  le quartier de l'Europa, elle unit la via Europa à la basilique Saints-Pierre-et-Paul.

## Histoire
Au XVIe siècle, dans le cadre du réaménagement de la place du Capitole, le pape Paul III confie à Michel-Ange le soin d'améliorer son accès par la construction d'une cordonata devant être aussi accessible aux hommes à cheval. 
Le 10 décembre 1535 est promulguée la création d'une « strada del Campidoglio fino alli Maddaleni ». En 1538, est levé un impôt « pro Via Capitolina ». En 1541, il est question d'une « Via publica de novo constructa itur  ad capitolium ». En 1544, des parcelles sont achetées au pied de la Cordonata ; celle-ci apparaît comme projet en 1551, mais n'est pas encore commencée en 1554. En 1562, les travaux de remblayage sont en cours ; les élévations de murs sont effectuées en 1564. La Cordonata est achevée dans les années 1560. Un projet de Giacomo della Porta pour un allongement permettant une pente un peu moins forte est accepté le 11 octobre 1578 et exécuté en 1581-1582.

## Description
La cordonata capitoline, facile d'accès et de passage, s'élargit légèrement vers le haut. Le palier est entouré par les deux statues des Dioscures, Castor et Pollux, et le groupe sculptural connu sous le nom de I Trofei di Mario (« Les Trophées de Marius »). On pense à la construction que ce dernier date du Moyen Âge, mais il date en réalité de l'âge de Domitien, hommage aux victoires de celui-ci en 89 sur les Chattes et les Daces.
Deux statues de lions en granit noir, décorent l'escalier à la base, qui seraient à cet endroit depuis l'Antiquité classique. À l'origine, ils constituaient probablement l'extrémité d'un aqueduc, comme une sorte de gargouille. C'est à cette fonction qu'ils doivent le privilège, au Moyen Âge et au début de l'époque moderne, d'être utilisés à plusieurs reprises comme distributeurs de vin lors de fêtes afin de ravitailler la population romaine en abondance.
Le monument à Cola di Rienzo, réalisé en 1887 par Girolamo Masini et Francesco Azzurri après la prise de Rome se trouve à gauche, au milieu de l'escalier, entre ceux plus raides de la Basilique Santa Maria in Aracoeli (à gauche), d'où l'homme politique a prononcé ses discours au peuple romain.
En 1998, la cordonata a été soumise à des travaux de restauration